# Sjosjenq VI
Sjosjenq VI (Shoshenq VI, Sjesjonq VI, Shishak VI) was een Egyptische farao uit de 23e dynastie die rond 780 v.Chr. Pedubastis I was opgevolgd. Hij regeerde slechts een korte tijd; zeker niet meer dan zes jaar. Zijn naam is slechts geattesteerd in opper-Egypte en hij behoorde zeker niet tot de 22e dynastie zoals nog enkele jaren geleden werd gedacht. Daardoor werd hij pas recentlijke hernoemd tot Sjosjenq VI en zal hij in iets oudere boeken teruggevonden worden als Sjosjenq IV.